# Левин, Шнеер Менделевич
Шнеер Менделевич Левин (1 [13] октября 1897; Дагда, Двинский уезд, Витебская губерния, Российская империя — 27 июля 1969, Ленинград, СССР) — советский историк, доктор исторических наук. Старший научный сотрудник Ленинградского отделения Института истории АН СССР. Специалист в области изучения революционного движения в Российской империи, русской культуры и литературы, а также общественной мысли России второй половины XIX — начала XX веков.

## Биография
Шнеер Менделевич Левин родился 1 (13) октября 1897 года в местечке Дагда Витебской губернии. Отец — Мендель Моисеевич Левин, был служащим лесной промышленности. В 1898 году семья переехала в Ригу. Там Ш. М. Левин в 1914 году окончил реальное училище и в 1915 году приехал в Петроград, где поступил на двухгодичные курсы общеобразовательного факультета университета при Психоневрологическом институте. По окончании в 1918 году курсов он был зачислен на социально-историческое отделение гуманитарного факультета Петроградского педагогического института (c 1920 — Педагогический институт им. А. И. Герцена), который окончил в феврале 1923 года.
Свою учёбу Ш. М. Левин совмещал с работой. В 1917 году он в качестве статистика участвовал в проведении всероссийской сельскохозяйственной переписи, в 1918 году работал на различных технических должностях в народном суде. В 1919—1920 годах состоял в должности научного сотрудника в Музее революции. В 1920 году перешёл в Петроградский историко-революционный архив, где последовательно был в должностях архивариуса, архивиста, старшего архивиста.
В 1925 году Петроградский историко-революционный архив был переведён в Москву, и в связи с этим Ш. М. Левин занялся редакционной работой. Работал помощником редактора журнала «Былое», а после закрытия в 1926 году журнала стал редактором в Ленинградском отделении Госиздата. В 1930—1934 годах он — редактор и консультант в издательстве Общества бывших политкаторжан и ссыльнопоселенцев, и в то же время сотрудничал в «Советском энциклопедическом словаре». Особо значимым было участие Ш. М. Левина в составлении 5-го тома биобиблиографического словаря «Деятели революционного движения в России: от предшественников декабристов до падения царизма», который был посвящён социал-демократам всех политических направлений в период с 1880 по 1904 год. Однако после выхода 1-го и 2-го выпусков в 1931 и 1933 годах издание словаря было прекращено по идеологическим соображениям.
В сентябре 1934 года Ш. М. Левин был принят на должность учёного специалиста в Историко-археографический институт, а в июне 1935 года ему без защиты диссертации по представлению Квалификационной комиссии по общественным наукам решением Президиума АН СССР была присуждена учёная степень кандидата исторических наук. После преобразования ИАИ в Ленинградское отделение Института истории АН СССР Ш. М. Левин работал в нём в должности старшего научного сотрудника.
В конце 1930-х годов Ш. М. Левин был привлечён в группу историков, занимавшихся написанием учебника для исторических факультетов государственных университетов и педагогических институтов «История СССР», который был издан в 1940 и переиздавался в 1949 и 1954 годах. Ш. М. Левину принадлежали разделы о революционерах-разночинцах 1860—1870-х годов, рабочем движении в эти годы, о земстве и правительственной политике. В то же самое время он работал и над разделами о революционном движении 1860-х — 1870-х годов для многотомной «Истории СССР», однако работа над этим изданием была прервана в связи с начавшейся в 1941 году Великой Отечественной войной.
Во время войны Ш. М. Левин оставался в Ленинграде и продолжал работать в ЛОИИ АН СССР. Читал лекции в воинских частях и госпиталях, а также выезжал за город на оборонные работы. В то время было выпущено несколько его популярных работ на военно-исторические темы, в числе которых брошюра «Брусиловский прорыв», которая в годы войны была издана 6 раз: в 1941 — в Ленинграде, Москве, Сталинграде и Йошкар-Оле; и в 1942 — в Москве и Нальчике.
Находясь в Блокадном Ленинграде, у Ш. М. Левина резко ухудшилось здоровье и 19 февраля 1942 года он был эвакуирован в Ташкент, в котором в то время находился академический Институт истории АН СССР. После полуторамесячного лечения в больнице Ш. М. Левин вернулся к научной деятельности. Там он написал раздел «Октябрь в Узбекистане» для «Истории Узбекской ССР» и участвовал в составлении хроники «Узбекистан в Великой Отечественной войне». Был удостоен почётной грамоты Президиума Узбекской ССР. Однако обе эти работы остались в рукописи. Ш. М. Левин также принял участие в начатом в Ташкенте коллективным трудом по истории Ленинграда.
В мае 1945 года Ш. М. Левин вернулся в Ленинград и активно продолжал участвовать в многочисленных научных коллективных трудах. В 1949 и 1954 годах вышло два издания вузовского учебника по истории СССР, в которых он являлся автором разделов об общественном и рабочем движении в 1860-х и 1870-х годах, а в 1958 году был издан капитальный монографический труд Ш. М. Левина «Общественное движение в России в 60—70-е годы XIX века», работу над которым он начал ещё незадолго до войны. Эту монографию с включением двух принципиально важных статей Ш. М. Левин в 1964 году защитил в качестве докторской диссертации. По словам В. Н. Гинева (д. и. н.): «защита явилась лишь оформлением того фактического положения в исторической науке, которое он занял задолго до этого».
Ш. М. Левин являлся одним из авторов проекта по изданию 10-томника «Всемирная история». Также принимал активное участие в создании таких коллективных трудов как: «История Москвы» (1954), «Очерки истории Ленинграда» (1957), «История русской литературы» (1956), «Краткая история СССР» (т. 1, 1963), «История СССР с древнейших времён до наших дней» (т. 5, 1968) и др.
Ш. М. Левин умер 27 июля 1969 года в Ленинграде во время работы над корректурой юбилейного сборника «В. И. Ленин и русская общественно-политическая мысль XIX — начала XX в.», главным редактором которого он являлся. Ш. М. Левин был похоронен на кладбище Памяти жертв 9-го января.
В личном архиве Ш. М. Левина (хранится в Отделе рукописей Российской государственной библиотеки, фонд 681) сохранились рукописи двух неоконченных монографий: об историографии русского освободительного движения и о реакции русского общества на Крымскую войну, работа над которыми откладывалась из-за частого привлечения его к участию в других коллективных трудах. Часть наиболее подготовленных к печати рукописей была издана в 1974 году под заглавием «Очерки по истории русской общественной мысли: вторая половина XIX — начало XX вв.»

## Научные направление и взгляды
Научные интересы Ш. М. Левина сформировались во время его работы в Музее революции и Историко-революционном архиве. Они были сосредоточены на истории революционного движения в Российской империи в начале XX века. Его первая работа «К истории забастовки на Ленских золотых приисках», посвящённая трагическим событиям 4 апреля 1912 года на приисках Ленского золотопромышленного товарищества, была опубликована в 1922 году в журнале «Былое». В дальнейшем Ш. М. Левин занялся изучением истории революционного движения и общественной мысли в России в 1860-х — 1870-х годах. Его работы на эту тему публиковались в журналах «Каторга и ссылка», «Красный архив» и в «Историко-революционном сборнике», а изданная в 1958 году его обобщающая монография «Общественное движение в России в 60—70-е годы XIX века» внесла значительный вклад в развитие советской историографии.
Взгляды Ш. М. Левина относительно деятельности народников в рабочей среде шли вразрез со взглядами ряда ортодоксальных историков-марксистов. Последние акцентировали внимание на разногласия между народниками и рабочими, Ш. М. Левин же положительно оценивал влияние народников на рабочих. По его мнению, они «способствовали пробуждению у рабочих хотя и не классового, но во всяком случае революционно-демократического сознания». Это положение Ш. М. Левин с трудом отстаивал как в 1930-е, так и в послевоенные годы. Его работы публиковались в журналах «Исторические записки», «История СССР», в «Трудах Ленинградского отделения Института истории» и других научных изданиях.
В послевоенные годы Ш. М. Левин также занимался исследованием русской культуры и искусства.

## Рецензии
- Ольховский Е. Р. Ш. М. Левин. Очерки по истории русской общественной мысли. Вторая половина XIX — начало XX века // История СССР. — М., 1977. — № 1. — С. 196—198.
- Vucinich A. Levin, Sh. M. Ocherki po istorii russkoi obshchestvennoi mysli: vtoraia polovina XIX — nachalo XX v. [Studies on the history of Russian social thought: The second half of the nineteenth to the beginning of the twentieth century]. Leningradr «Nauka», 1974. 442 pp. (англ.) // The Russian Review. — Blackwell, 1976. — Vol. 35, no. 3. — P. 344—345. — JSTOR 128414.